# Scaumenacia
La scaumenacia (Scaumenacia curta) è un pesce estinto appartenente ai dipnoi. Visse nel Devoniano superiore (circa 350 milioni di anni fa) e i suoi resti sono stati ritrovati in Canada.

## Descrizione
Lungo meno di dieci centimetri, questo pesce possedeva un corpo piuttosto compatto e profondo. Erano presenti due pinne dorsali piuttosto allungate, mentre la pinna caudale, come in altri dipnoi primitivi, era presente solo nella parte inferiore della coda. 

## Classificazione
Questo dipnoo rappresenta una sorta di forma intermedia tra i dipnoi arcaici (come Dipterus) e quelli più evoluti (ad esempio Uronemus): la forma delle pinne dorsali, ad esempio, prefigura già lo sviluppo “unificato” delle forme successive, e il corpo corto e profondo rappresenta un carattere specializzato, presente anche in altri dipnoi del periodo, come Fleurantia. Scaumenacia trae il nome dalla Escuminac Bay, la zona dove sono stati ritrovati i fossili.